# Peterson-Bulldoggfledermaus
Die Peterson-Bulldoggfledermaus (Mops petersoni) ist eine Art in der Familie der Bulldoggfledermäuse.

## Merkmale
Mit einer Unterarmlänge von 32 bis 35 mm ist diese Fledermaus recht klein. Das Typusexemplar hatte eine Gesamtlänge von 93 mm, inklusive eines 27 mm langen Schwanzes. Das Tier hatte 9 mm lange Hinterfüße und 19 mm lange Ohren. Wie bei anderen Familienmitgliedern kommt kein Nasenblatt vor. Der Schwanz ist nur im vorderen Bereich von der Schwanzflughaut umschlossen und die Oberlippe besitzt deutliche Falten. Das Fell der Oberseite wird aus Haaren gebildet die nahe der Wurzel hellbraun und im weiteren Verlauf sepiabraun sind. Manche Exemplare haben weiße Haarspitzen, die jedoch keine hellen Muster im Fell bilden. Auf der Unterseite ist das Fell heller braun bis annähernd beige. Die Peterson-Bulldoggfledermaus hat schwarzbraune Ohren und Flughäute. Die Ohren sind nahe der Schnauze mit einem Hautstreifen miteinander verbunden. Unterschiede zu anderen Gattungsmitgliedern bestehen in abweichenden Details des Schädels, der Zähne und der Unterarmlänge.

## Vorkommen
Die Art ist bisher nur aus dem Süden Ghanas sowie aus dem Westen Kameruns bekannt. Sie lebt in ursprünglichen Regenwäldern im Flachland. Die Peterson-Bulldoggfledermaus ist selten und zusätzlich durch Waldrodungen bedroht. Die IUCN listet diese Fledermaus in der Vorwarnliste (near threatened) und vermutet eine baldige Wiedereinordnung als gefährdet (vulnerable).

## Systematik
Die Art wurde 1981 durch Mohammed A. El-Rayah unter dem Namen Tadarida petersoni erstbeschrieben, der Name gilt heute als basionym. Diese Fledermaus ist nach dem kanadischen Zoologen Randolph Lee Peterson benannt.

## Belege
1. ↑  Mops (Xiphonycteris) petersoni. In: Don E. Wilson, DeeAnn M. Reeder (Hrsg.): Mammal Species of the World. A taxonomic and geographic Reference. 2 Bände. 3. Auflage. Johns Hopkins University Press, Baltimore MD 2005, ISBN 0-8018-8221-4.
2. ↑  Meredith Happold: Tadarida petersoni In: Jonathan Kingdon, David Happold, Michael Hoffmann, Thomas Butynski, Meredith Happold und Jan Kalina (Hrsg.): Mammals of Africa Volume IV. Bats. Bloomsbury, London 2013, S. 526–527; ISBN 978-1-4081-2253-2.
3. ↑  Mops petersoni in der Roten Liste gefährdeter Arten der IUCN 2017. Eingestellt von: Mickleburgh, S., Hutson, A.M., Bergmans, W., Fahr, J. & Cotterill, F.P.D., 2010. Abgerufen am 11. Februar 2018.
4. ↑  itis.gov: ITIS Standard Report Page: Tadarida petersoni, Zugriff am 4. März 2019
5. ↑  Beolens, Watkins & Grayson: The Eponym Dictionary of Mammals. JHU Press, 2009, S. 319 (Peterson, R. L.).